# Jelgava
La ciutat de Jelgava (alemany: Mitau; lituà: Mintauja; rus: Елгава / Митава; polonès: Mitawa) és la capital del municipi de Jelgava a 44 km de Riga. Fins al 1919 va ser la capital de Curlàndia. Es troba en una plana a la riba dreta del riu Lielupe.

## Fills il·lustres
- Johann Dietrich Rapp, (1746-1813) flautista i compositor.